# Sint-Nicolaaskerk (Purmerend)

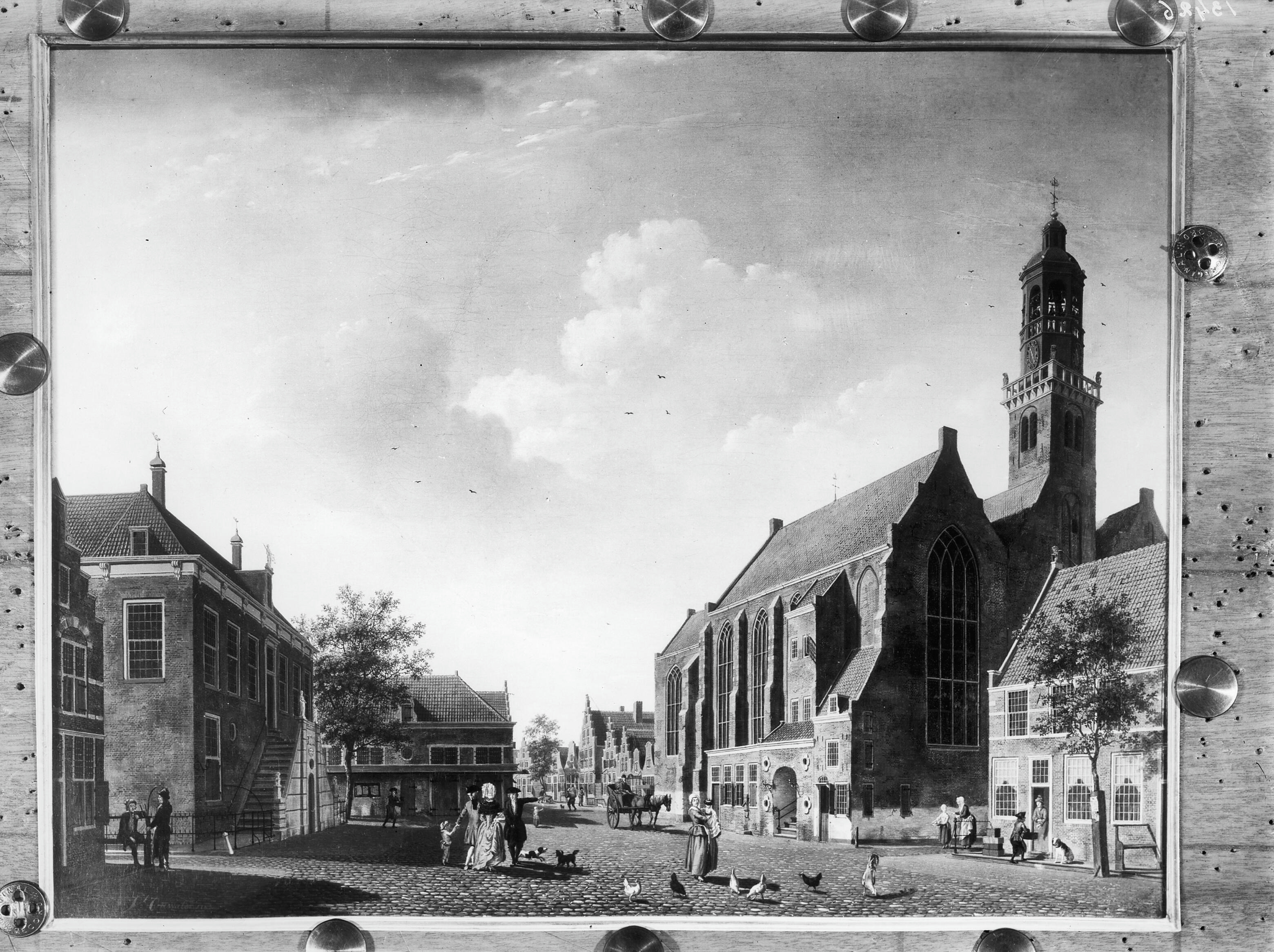
Gotische kerk op dezelfde plaats in 1782 (afgebroken in 1850).

De Sint-Nicolaaskerk (voorheen Grote Kerk) is een katholieke kerk in Purmerend. De kerk werd gebouwd van 1851 tot 1853, in opdracht van de hervormde gemeente, naar een ontwerp van de stadsarchitect Willem Anthony Scholten ter vervanging van een laatgotische kerk uit 1520. De koepelkerk werd gebouwd als achthoekige centraalbouwkerk met vier vijfhoekige straalkapellen. Boven de kerk staat een tentdak met lantaarn in classicistische stijl.
Wegens teruglopend kerkbezoek verliet de hervormde gemeente in 1971 dit gebouw. Hierna is het gebouw een tijdje in gebruik geweest als cultureel centrum. In 1989 is het door bisschop Bomers ingewijd als de rooms-katholieke Sint-Nicolaaskerk. De reden was dat de Nicolaas en Catharinakerk in de Kerkstraat (voorheen Papenstraat) te klein geworden was. Op de plaats daarvan bevindt zich nu het theater de Purmaryn.
In de kerk bevinden zich drie orgels gemaakt door Rudolf Garrels, Gideon Thomas Bätz en Christian Gottlieb Friedrich Witte.